# Шолоховский сельсовет
Шолоховский сельсовет — упразднённая административно-территориальная единица, существовавшая на территории Московской губернии и Московской области в 1925—1939 годах.
Шолоховский сельсовет был образован 23 ноября 1925 года в составе Трудовой волости Московского уезда Московской губернии путём выделения из Сухаревского с/с.
По данным 1926 года в состав сельсовета входил 1 населённый пункт — деревня Шолохово.
В 1929 году Шолоховский с/с был отнесён к Коммунистическому району Московского округа Московской области.
27 февраля 1935 года Шолоховский с/с был передан в Дмитровский район.
4 января 1939 года Шолоховский с/с был передан в Краснополянский район.
17 июля 1939 года Шолоховский с/с был упразднён. При этом его территория (селение Шолохово) была передана в Сухаревский с/с.